# Park Narodowy Alerce Andino
Park Narodowy Alerce Andino (hiszp. Parque nacional Alerce Andino) – park narodowy w Chile położony w regionie Los Lagos, w prowincji Llanquihue (gminy Cochamo i Port Montt). Został utworzony 17 listopada 1982 roku i zajmuje obszar 392,55 km². Od 2007 roku jest częścią rezerwatu biosfery UNESCO o nazwie „Bosques Templados Lluviosos de los Andes Australes”.

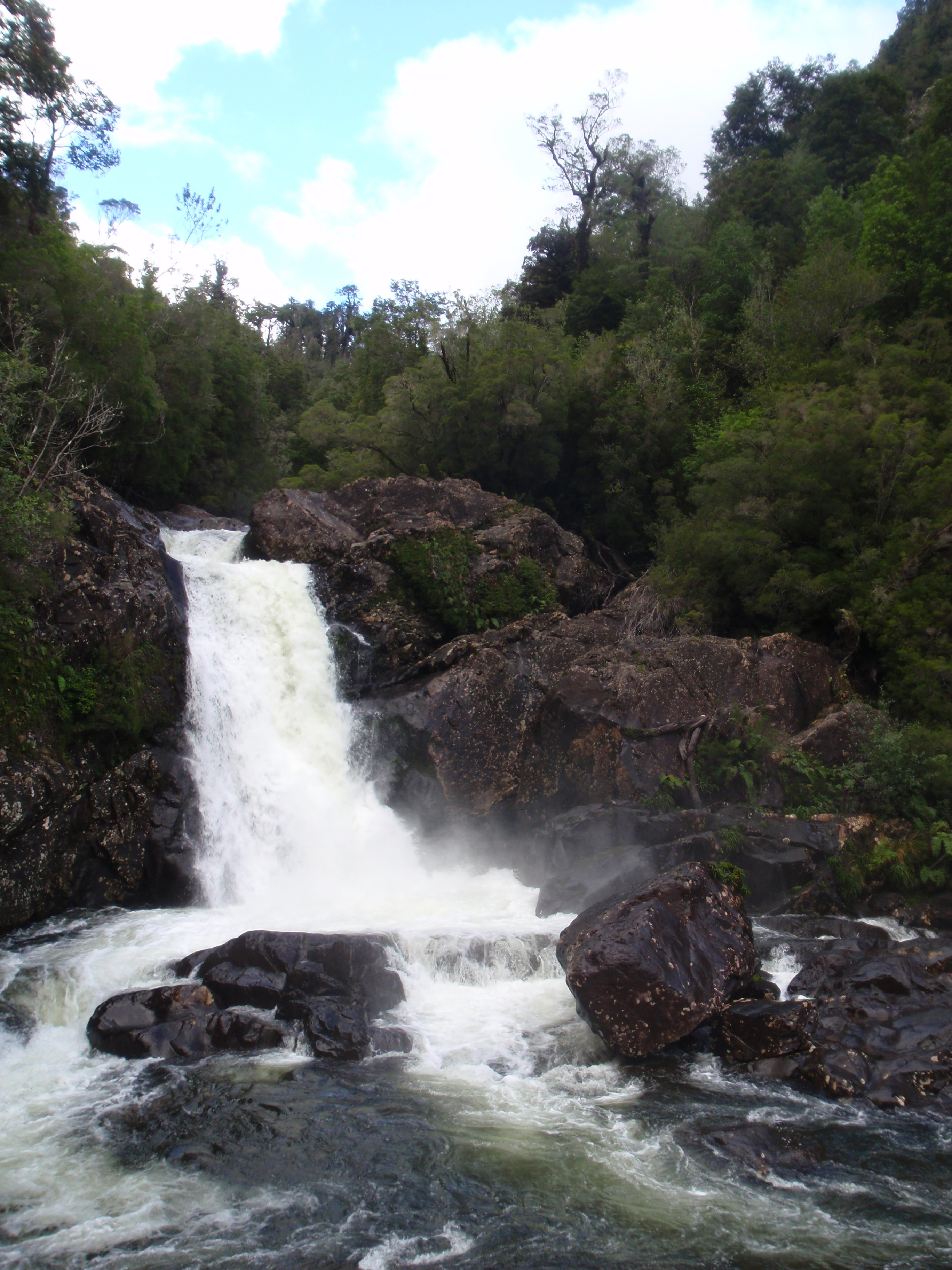
Wodospad na rzece Chaicas

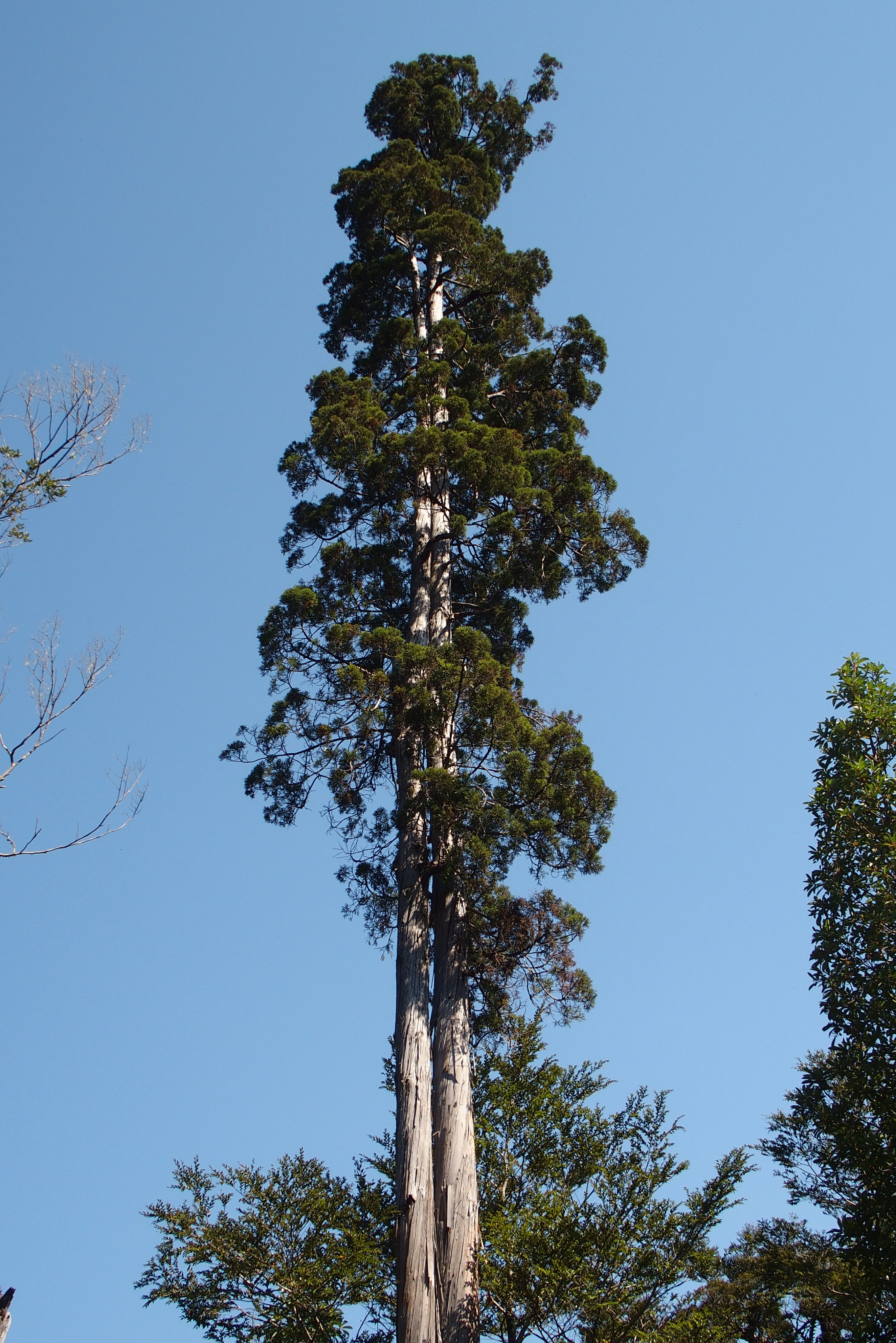
Ficroja cyprysowata

## Opis
Park znajduje się na zachodnich zboczach Andów, w paśmie górskim Cordillera de Chaica. Od zachodu ogranicza go zatoka Seno de Reloncaví, od wschodu i południa fiord Reloncaví, a od północy jezioro Chapo. Znajduje się tu około 50 jezior.

## Flora
Większą część parku pokrywają dziewicze lasy waldiwijskie rodzaju alerce. Rośnie w nich głównie ficroja cyprysowata, ale także m.in.: aextoxicon punctatum, Eucryphia cordifolia, Tepualia stipularis.

## Fauna
Ssaki występujące w parku to m.in.: torbik bambusowy, pudu południowy, ocelot chilijski, skunksowiec andyjski, puma płowa, nibylis argentyński.
Żyje tu wiele gatunków ptaków takich jak m.in.: kondor wielki, łabędź czarnoszyi, koskoroba, dzięcioł magellański, krasnogonka krótkodzioba, krytonos rudogardły, turko czarnogardły.